# James O'Meara
El Cap d'Esquadró James Joseph O'Meara DSO, DFC & Barra (1919-1974) va ser un as de l'aviació pilotant un Supermarine Spitfire durant la batalla d'Anglaterra amb 11 victòries, 2 victòries compartides, un destruït sense confirmació, quatre probables, 11 malmesos i un malmès compartit.

## Biografia
O'Meara (Barnsley, Yorkshire el 20 de febrer) de 1919, ingressant a la Royal Air Force a l'abril de 1938, amb només 19 anys. El 18 de juny va ser destinat a 9 FTS, RAF Hullavington.

## Servei durant la II Guerra Mundial
El seu primer destí operatiu va ser el 64è Esquadró, amb base a RAF Hornchurch, on obtingué la seva primera victòria mentre que volava sobre Dunkerque el 31 de maig de 1940, en abatre un Bf 109. El dia 21 ja havia malmès un Ju 88 a Calais.
La següent victòria va ser un Bf 109 del JG 51, abatut enmig de flames sobre el Canal de la Mànega el 19 de juny i, 10 dies després, mentre que interceptava un atac sobre Dover, reclamà haver abatut dos Ju 87s. L'11 d'agost reclamà 2 Bf 109 com a "probables", destruint un més l'endemà. El 13 d'agost reclamà un nou Bf 109, i el 15 danyà tres Heinkel He 111. El 18 d'agost O'Meara reclamà un Ju 88 compartit i un He 111 destruït en solitari.
Poc després, O'Meara va ser enviat al 72è Esquadró a Biggin Hill, malmetent un Do 17 el 27 de setembre. Aquell mateix mes se li concedí la Creu dels Vols Distingits i va ser enviat a un "període de descans" al 421è (Reconeixement) Flight RAF a Hawkinge, treballant amb pilots novells que formarien el nucli del 91è Esquadró.
O'Meara va abatre un He. 59 del Seenotgruppe 3 el 26 de novembre, un Bf 109 del LG 2 que estava atacant un dragamines de la Royal Navy el 5 de desembre, i en danyà un altre immediatament. Mentre que estava al 91è va ser abatut per un Bf 109 i va fer un aterratge d'emergència prop de Folkstone el 17 de febrer de 1941. El 18 de març de 1941 afegí una barra a la seva Creu dels Vols Distingits.
A finals d'abril de 1941 va destruir un nou He. 59 del Seenotgruppe 3. El 3 de setembre va ser promogut a Tinent de Vol i tornà temporalment al 64è Esquadró com a Comandant de Vol, amb el seu marcador indicant 12 victòries confirmades. A l'octubre de 1941 abandonà les operacions de combat, sent destinat a Tain.
El juliol del 1942, després d'una temporada al 164è Esquadró, va ser enviat a Nigèria, servint amb el 1432 Vol fins a l'agost. En tornar al Regne Unit O'Meara va ser nomenat oficial d'enllaç de la RAF al Cap de l'Estat Major de l'Exèrcit. El gener de 1943 O'Meara s'uní al 234è Esquadró fins al març. L'abril del 1943 va rebre el comandament del 131è Esquadró a Castletown fins al març de 1944. Realitzà 170 sortides i reclamà un Fw 190 malmès a l'agost de 1943.
Va ser destinat al Quarter General del Grup 10, i a l'octubre de 1944 va ser recomanat per rebre una segona barra per la seva Creu dels Vols Distingits, però el Vicemariscal de l'Aire Trafford Leigh-Mallory aprovà en comptes un Orde del Servei Distingit el 27 d'octubre de 1944, en considerar que seu llarg servei actiu sense interrupcions mereixia un reconeixement major.
Acabà la guerra amb 11 destruïts en solitari i 2 compartits, 1 destruït sense confirmar, 4 probables i 11 malmesos en solitari i 1 compartit.

## Anys de postguerra
En finalitzar la guerra es llicencià de la RAF, i després de treballar en diverses feines civils, el 1950 tornà a la RAF, on romangué fins al 1959, retirant-se amb el rang de Cap d'Esquadró.
Després del seu retir treballà com a arquitecte per a Wimpey Homes abans d'emprendre diversos negocis. La seva filla va ser atropellada per un cotxe el 1969 i la seva relació amb la seva esposa es deteriorà, acabant en divorci. Acabà portant un restaurant abans de comprar un hotel a Port Gaverne, Cornwall.
Va morir el 1974 al Barnstaple Hospital de North Devon, després de patir durant anys d'una infecció hepàtica causada per un paràsit mentre que estava destinat a l'Índia. Està enterrat al cementiri d'Old Town, Bideford.

## Condecoracions
- Orde del Servei Distingit
- Creu dels Vols Distingits amb Barra
- Estrella de 1939-45 amb roseta "Batalla d'Anglaterra"
- Estrella de les Tripulacions Aèries d'Europa
- Estrella de Birmània
- Medalla de la Defensa
- Medalla de la Guerra 1939-1945 amb una Menció als Despatxos

El seu nom figura al Monument a la Batalla d'Anglaterra de Londres.